# 卡利諾瓦巴爾卡
49°44′51″N 38°34′6″E / 49.74750°N 38.56833°E
卡利諾瓦巴爾卡（烏克蘭語：Калинова Балка）是位於烏克蘭東部的村莊，由盧甘斯克州斯瓦托韋區的洛兹诺-亚历山德里夫卡市镇負責管轄。該村面積0.73平方公里，海拔高度157米，2001年人口33，人口密度每平方公里72.7人。